# 그레이트베이슨주머니생쥐
그레이트베이슨주머니생쥐(Perognathus parvus)는 주머니생쥐과에 속하는 설치류의 일종이다. 캐나다 브리티시컬럼비아주와 미국 서부에서 발견된다.

## 아종
여러 종의 아종이 알려져 있다. 술렌티치(Sulentich)와 게노웨이스(Genoways), 브라운(Brown)은 노랑귀주머니생쥐를 그레이트베이슨주머니생쥐(Perognathus parvus)의 아종(P. p. xanthonus Grinell)으로 분류한다. 그러나 존스(Jones) 등은 노랑귀주머니생쥐를 별도의 종 P. xanthonotus (Grinnell)로 분류하고 있다.

## 분포
그레이트베이슨주머니생쥐는 콜롬비아 강 분지와 그레이트베이슨 그리고 인근 지역에서 발견된다. 브리티시컬럼비아 주 중남부와 워싱턴주 동부 지역부터 남쪽으로 캘리포니아주 남동부, 네바다주, 애리조나주 북부 그리고 동쪽으로 몬태나주 남동부와 와이오밍주에 분포한다. 아종의 분포는 다음과 같다.
- P. p. bullatus Durrant and Lee, 1956 - 유타주 중부와 중동부
- P. p. clarus Goldman, 1917
- P. p. columbianus Merriam, 1894
- P. p. idahoensis Goldman, 1922
- P. p. laingi Anderson, 1932
- P. p. lordi (Gray, 1868)
- P. p. mollipilosus Coues, 1875
- P. p. olivaceus Merriam, 1889
- P. p. parvus (Peale, 1848)
- P. p. trumbullensis Benson, 1937
- 노랑귀주머니생쥐 (P. p. xanthonotus) Grinnell, 1912
- P. p. yakimensis Broadbrooks, 1954

노랑귀주머니생쥐는 캘리포니아주 컨 군 테하차피 산맥 동부 경사면에서 발견된다. 아종 "올리바케우스"(P. parvus olivaceus)의 분포 지역과 분리되어 있는지 연결되어 있는지는 알 수 없다.